# Drama y luz World Tour
Drama y Luz World Tour è il sesto tour della rock band messicana Maná. È iniziato nel 2011 con tre concerti a Porto Rico, cui seguirono le date del Nord America e della Spagna.
Promuove l'ottavo album in studio, Drama y luz e ha toccato tre continenti: Europa, Nord America e Sud America. Con questo tour i Maná si sono esibiti per la prima volta in Israele. Il tour è terminato il 16 marzo 2013 in Nicaragua.

## Date concerti
| Data                 | Città             | Stato                      | Luogo                 | Apertura concerto                                                            |
| -------------------- | ----------------- | -------------------------- | --------------------- | ---------------------------------------------------------------------------- |
| Caraibi              |                   |                            |                       |                                                                              |
| 1                    | 16 giugno 2011    | San Juan                   | Porto Rico            | José Miguel Agrelot Coliseum                                                 |
| 2                    | 17 giugno 2011    | San Juan                   | Porto Rico            | José Miguel Agrelot Coliseum                                                 |
| 3                    | 18 giugno 2011    | San Juan                   | Porto Rico            | José Miguel Agrelot Coliseum                                                 |
| America del Nord     |                   |                            |                       |                                                                              |
| 4                    | 23 giugno 2011    | Los Angeles                | Stati Uniti           | Staples Center                                                               |
| 5                    | 24 giugno 2011    | Los Angeles                | Stati Uniti           | Staples Center                                                               |
| 6                    | 25 giugno 2011    | Los Angeles                | Stati Uniti           | Staples Center                                                               |
| 7                    | 26 giugno 2011    | Los Angeles                | Stati Uniti           | Staples Center                                                               |
| 8                    | 29 giugno 2011    | San Antonio                | Stati Uniti           | AT&T Center                                                                  |
| 9                    | 30 giugno 2011    | Dallas                     | Stati Uniti           | American Airlines Center                                                     |
| 10                   | 2 luglio 2011     | Houston                    | Stati Uniti           | Toyota Center                                                                |
| 11                   | 3 luglio 2011     | Houston                    | Stati Uniti           | Toyota Center                                                                |
| 12                   | 7 luglio 2011     | Miami                      | Stati Uniti           | American Airlines Arena                                                      |
| 13                   | 9 luglio 2011     | Orlando                    | Stati Uniti           | Amway Arena                                                                  |
| 14                   | 10 luglio 2011    | Duluth                     | Stati Uniti           | Arena at Gwinnett Center                                                     |
| 15                   | 14 luglio 2011    | Fairfax                    | Stati Uniti           | Patriot Center                                                               |
| 16                   | 16 luglio 2011    | Newark                     | Stati Uniti           | Prudential Center                                                            |
| 17                   | 17 luglio 2011    | Boston                     | Stati Uniti           | Agganis Arena                                                                |
| 18                   | 21 luglio 2011    | Rosemont                   | Stati Uniti           | Allstate Arena                                                               |
| 19                   | 22 luglio 2011    | Rosemont                   | Stati Uniti           | Allstate Arena                                                               |
| Europa               |                   |                            |                       |                                                                              |
| 20                   | 9 settembre 2011  | Murcia                     | Spagna                | Estadio de La Condomina                                                      |
| 21                   | 10 settembre 2011 | Malaga                     | Spagna                | Estadio La Rosaleda                                                          |
| 22                   | 15 settembre 2011 | Madrid                     | Spagna                | Palacio de Deportes de la Comunidad de Madrid\|Palacio de Deportes de Madrid |
| 23                   | 17 settembre 2011 | Barakaldo                  | Spagna                | Bizkaia Arena                                                                |
| 24                   | 18 settembre 2011 | Oviedo                     | Spagna                | Estadio Carlos Tartiere                                                      |
| 25                   | 20 settembre 2011 | Barcellona                 | Spagna                | Palau Sant Jordi                                                             |
| 26                   | 23 settembre 2011 | Las Palmas de Gran Canaria | Spagna                | Estadio Gran Canaria                                                         |
| 27                   | 24 settembre 2011 | Santa Cruz de Tenerife     | Spagna                | Estadio Heliodoro R. López                                                   |
| Rock in Rio 2011     |                   |                            |                       |                                                                              |
| 28                   | 1º ottobre 2011   | Rio de Janeiro             | Brasile               | Parque Olímpico Cidade do Rock                                               |
| Messico              |                   |                            |                       |                                                                              |
| 29                   | 12 ottobre 2011   | Ciudad Juárez              | Messico               | Estadio Olímpico Benito Juárez                                               |
| 30                   | 21 ottobre 2011   | Monterrey                  | Messico               | Monterrey Arena                                                              |
| 31                   | 22 ottobre 2011   | Monterrey                  | Messico               | Monterrey Arena                                                              |
| 32                   | 26 ottobre 2011   | Guadalajara                | Messico               | Estadio Tres de Marzo                                                        |
| 33                   | 28 ottobre 2011   | Città del Messico          | Messico               | Palacio de los Deportes                                                      |
| 34                   | 29 ottobre 2011   | Città del Messico          | Messico               | Palacio de los Deportes                                                      |
| America Centrale     |                   |                            |                       |                                                                              |
| 35                   | 2 novembre 2011   | Città del Guatemala        | Guatemala             | Estadio del Ejército                                                         |
| 36                   | 4 novembre 2011   | San Salvador               | El Salvador           | Estadio Jorge "Mágico" González                                              |
| 37                   | 6 novembre 2011   | Tegucigalpa                | Honduras              | Estadio Chochi Sosa                                                          |
| 38                   | 12 novembre 2011  | Panama                     | Panama                | Figali Convention Center                                                     |
| America del Sud      |                   |                            |                       |                                                                              |
| 39                   | 26 novembre 2011  | Santiago del Cile          | Cile                  | Estadio Bicentenario de La Florida                                           |
| 40                   | 30 novembre 2011  | Mendoza                    | Argentina             | Estadio Malvinas Argentinas                                                  |
| 41                   | 3 dicembre 2011   | Buenos Aires               | Argentina             | Estadio José Amalfitani                                                      |
| 42                   | 4 dicembre 2011   | Buenos Aires               | Argentina             | Estadio José Amalfitani                                                      |
| 43                   | 8 dicembre 2011   | Rosario                    | Argentina             | Estadio Marcelo Bielsa                                                       |
| 44                   | 10 dicembre 2011  | Cordoba                    | Argentina             | Estadio Mario Alberto Kempes                                                 |
| 45                   | 13 dicembre 2011  | Corrientes                 | Argentina             | Estadio José Antonio Romero Feris                                            |
| 46                   | 15 dicembre 2011  | Asunción                   | Paraguay              | Hipódromo de Asunción                                                        |
| 47                   | 17 dicembre 2011  | Montevideo                 | Uruguay               | Estadio Centenario                                                           |
| America del Sud II   |                   |                            |                       |                                                                              |
| 48                   | 24 febbraio 2012  | Quito                      | Ecuador               | Estadio Olímpico Atahualpa                                                   |
| 49                   | 27 febbraio 2012  | Guayaquil                  | Ecuador               | Estadio Modelo Alberto Spencer Herrera                                       |
| 50                   | 1º marzo 2012     | Medellin                   | Colombia              | Estadio Atanasio Girardot                                                    |
| 51                   | 3 marzo 2012      | Bogotà                     | Colombia              | Hipódromo De Los Andes                                                       |
| 52                   | 7 marzo 2012      | Puerto La Cruz             | Venezuela             | Estadio José Antonio Anzoátegui                                              |
| 53                   | 10 marzo 2012     | Valencia                   | Venezuela             | Parque Musical Evenpro                                                       |
| 54                   | 11 marzo 2012     | Caracas                    | Venezuela             | Estadio de Fútbol USB                                                        |
| Caraibi II           |                   |                            |                       |                                                                              |
| 55                   | 14 marzo 2012     | Santo Domingo              | Repubblica Dominicana | Estadio Quisqueya                                                            |
| America del Nord II  |                   |                            |                       |                                                                              |
| 56                   | 3 aprile 2012     | Hidalgo                    | Stati Uniti           | State Farm Arena                                                             |
| 57                   | 4 aprile 2012     | Houston                    | Stati Uniti           | Toyota Center                                                                |
| 58                   | 5 aprile 2012     | Dallas                     | Stati Uniti           | American Airlines Center                                                     |
| 59                   | 7 aprile 2012     | Laredo                     | Stati Uniti           | Laredo Energy Arena                                                          |
| 60                   | 10 aprile 2012    | New York                   | Stati Uniti           | Madison Square Garden                                                        |
| 61                   | 11 aprile 2012    | New York                   | Stati Uniti           | Madison Square Garden                                                        |
| 62                   | 13 aprile 2012    | Chicago                    | Stati Uniti           | Allstate Arena                                                               |
| 63                   | 17 aprile 2012    | Sacramento                 | Stati Uniti           | Power Balance Pavilion                                                       |
| 64                   | 19 aprile 2012    | Los Angeles                | Stati Uniti           | Staples Center                                                               |
| 65                   | 20 aprile 2012    | Los Angeles                | Stati Uniti           | Staples Center                                                               |
| 66                   | 22 aprile 2012    | Fresno                     | Stati Uniti           | Save Mart Center                                                             |
| 67                   | 24 aprile 2012    | San Diego                  | Stati Uniti           | Valley View Casino Center                                                    |
| 65                   | 25 aprile 2012    | Los Angeles                | Stati Uniti           | Staples Center                                                               |
| 69                   | 27 aprile 2012    | Oakland                    | Stati Uniti           | Oracle Arena                                                                 |
| 70                   | 1º maggio 2012    | Denver                     | Stati Uniti           | Pepsi Center                                                                 |
| 71                   | 4 maggio 2012     | Phoenix                    | Stati Uniti           | US Airways Center                                                            |
| 72                   | 6 maggio 2012     | El Paso                    | Stati Uniti           | El Paso County Coliseum                                                      |
| 73                   | 8 maggio 2012     | San Antonio                | Stati Uniti           | AT&T Center                                                                  |
| 74                   | 9 maggio 2012     | Corpus Christi             | Stati Uniti           | American Bank Center                                                         |
| 75                   | 11 maggio 2012    | Miami                      | Stati Uniti           | American Airlines Arena                                                      |
| 76                   | 9 giugno 2012     | Dallas                     | Stati Uniti           | Cotton Bowl                                                                  |
| Europa II            |                   |                            |                       |                                                                              |
| 77                   | 30 giugno 2012    | Madrid                     | Spagna                | Rock in Rio Madrid 2012                                                      |
| 78                   | 7 luglio 2012     | Milano                     | Italia                | Forum di Assago                                                              |
| 79                   | 12 luglio 2012    | Tel Aviv                   | Israele               | Nokia Arena                                                                  |
| Caraibi III          |                   |                            |                       |                                                                              |
| 80                   | 1º settembre 2012 | Willemstad                 | Curaçao               | World Trade Center Curaçao                                                   |
| 81                   | 7 settembre 2012  | San Juan                   | Porto Rico            | Jose Miguel Agrelot Coliseum                                                 |
| America del Nord III |                   |                            |                       |                                                                              |
| 82                   | 13 settembre 2012 | Bakersfield                | Stati Uniti           | Rabobank Arena                                                               |
| 83                   | 14 settembre 2012 | Oakland                    | Stati Uniti           | Oracle Arena                                                                 |
| 84                   | 16 settembre 2012 | Las Vegas                  | Stati Uniti           | MGM Grand Garden Arena                                                       |
| 85                   | 18 settembre 2012 | Ontario                    | Stati Uniti           | Citizens Business Bank Arena                                                 |
| 86                   | 20 settembre 2012 | Tucson                     | Stati Uniti           | Tucson Convention Center\|Tucson Arena                                       |
| Messico II           |                   |                            |                       |                                                                              |
| 87                   | 28 settembre 2012 | Monterrey                  | Messico               | Monterrey Arena                                                              |
| 88                   | 5 ottobre 2012    | Città del Messico          | Messico               | Palacio de los Deportes                                                      |
| America del Sud III  |                   |                            |                       |                                                                              |
| 89                   | 23 ottobre 2012   | Rio de Janeiro             | Brasile               | Citibank Hall                                                                |
| 90                   | 26 ottobre 2012   | San Paolo                  | Brasile               | Creditcard Hall                                                              |
| 91                   | 28 ottobre 2012   | Belo Horizonte             | Brasile               | Chevrolet Hall                                                               |
| 92                   | 1º novembre 2012  | Porto Alegre               | Brasile               | Pepsi on Stage                                                               |
| Messico III          |                   |                            | Brasile               |                                                                              |
| 93                   | 29 novembre 2012  | Santiago de Querétaro      | Messico               | Estadio Corregidora                                                          |
| 94                   | 30 novembre 2012  | León                       | Messico               | Poliforum                                                                    |
| 95                   | 7 dicembre 2012   | Guadalajara                | Messico               | Auditorio Telemex                                                            |
| 96                   | 8 dicembre 2012   | Guadalajara                | Messico               | Auditorio Telemex                                                            |
| 97                   | 13 febbraio 2013  | Veracruz                   | Messico               | Carnival in Mexico#Veracruz                                                  |
| 98                   | 16 febbraio 2013  | Puebla                     | Messico               | Auditorio Siglo XXI                                                          |
| America del Sud IV   |                   |                            |                       |                                                                              |
| 99                   | 24 febbraio 2013  | Viña del Mar               | Cile                  | Quinta Vergara Amphitheater                                                  |
| America Centrale II  |                   |                            |                       |                                                                              |
| 100                  | 6 marzo 2013      | San José                   | Costa Rica            | Estadio Ricardo Saprissa                                                     |
| 101                  | 9 marzo 2013      | Città del Guatemala        | Guatemala             | Estadio Mateo Flores                                                         |
| 102                  | 14 marzo 2013     | San Pedro Sula             | Honduras              | Estadio Francisco Morazán                                                    |
| 103                  | 16 marzo 2013     | Managua                    | Nicaragua             | Estadio Nacional                                                             |